# راسخة بيلبرا
راسخة بيلبرا (بالإنجليزية: Pilbara Craton)‏، تعد جزءًا قديمًا ومستقرًا من الغلاف الصخري القاري الواقع في منطقة بيلبرا في أستراليا الغربية.
تعد راسخة بيلبرا واحدة من اثنتين فقط من القشرة الأرضية البدائية من الدهر السحيق التي يعود تاريخها إلى 3.8-2.7 مليار سنة مضت والتي تم تحديدها على الأرض، إلى جانب راسخة كابفال في جنوب إفريقيا. يبلغ عمر الصخور الأحدث حوالي 1.7 مليار سنة في المنطقة التاريخية المخصصة للراسخة. ربما كان كلا الموقعين جزءًا من قارة فالبارا العملاقة أو قارة أور.